# نیل اسرائیل
نیل اسرائیل (انگلیسی: Neal Israel؛ زادهٔ ۲۷ ژوئیهٔ ۱۹۴۵ ‏(۷۹ سال)) کارگردان، تهیه‌کننده، نویسنده و هنرپیشه اهل ایالات متحده آمریکا است. وی از سال ۱۹۷۳ میلادی تاکنون مشغول فعالیت بوده‌است.
وی کارگردان فیلم‌هایی همچون پارتی مجردی و نویسنده دانشکده پلیس، پارتی مجردی ۲: آخرین وسوسه و نمایش شفق بوده‌است.